# Xavier Vigna
Xavier Vigna, né en 1971, est un historien français.
Il est professeur d'histoire contemporaine à l'université Paris Nanterre et membre du laboratoire IDHES.

## Biographie
Les thèmes de recherche de Xavier Vigna sont l'histoire du travail, l'histoire sociale, l'histoire des mondes ouvriers et l'histoire des enquêtes.
Ancien membre junior de l'Institut universitaire de France, il consacre en 2003 sa thèse aux grèves ouvrières des années 1968 en France, sous la direction de Michelle Zancarini-Fournel, avec qui il s'intéresse particulièrement aux rencontres entre ouvriers et étudiants,. Il est l'un des fondateurs de l'Association française pour l'histoire des mondes du travail.
Il est membre du comité de lecture des revues Vingtième Siècle et Matériaux pour l'histoire de notre temps.

## Publications
- (dir. avec Jean Vigreux et Serge Wolikow), Le pain, la paix, la liberté, expériences et territoires du Front populaire, Paris, Éditions sociales, 2006, p. 370  (ISBN 2-35367-000-8)
- L’insubordination ouvrière dans les années 68. Essai d’histoire politique des usines, préface de Serge Wolikow, Rennes, PUR, 2007[8],[9] [présentation en ligne].
- Histoire des ouvriers en France au XXe siècle, Paris, Perrin, 2012[10],[11] [présentation en ligne].
- Les ouvriers. La France des usines et des ateliers (1880-1980), Paris, Les Arènes, 2014 [présentation en ligne].
- L’espoir et l’effroi. Luttes d’écritures et luttes de classes en France au XXe siècle, Paris, La Découverte, 2016[12] [présentation en ligne]
- (dir. avec Éric Geerkens, Nicolas Hatzfeld et Isabelle Lespinet-Moret), Les Enquêtes ouvrières dans l'Europe contemporaine, Paris, La Découverte, 2019, 456 p.,  (ISBN 9782707199843)
- Avec Michel Pigenet et Nicolas Hatzfeld [dir.], Travail, travailleurs et ouvriers d’Europe au XXe siècle, Dijon, EUD, 2016  (ISBN 978-2-36441-185-2).
- Histoire de la société française, 1968-1995, Paris, La Découverte, coll. Repères, 2021